# Peder Povelsson Paus
Peder Povelsson Paus (* 1590 in Oslo; † 21. Juli 1653 in Kviteseid) war ein norwegischer Geistlicher der lutherischen Staatskirche, der von 1633 bis zu seinem Tod Pfarrer (Sogneprest) in Kviteseid und Propst von Øvre Telemark war. Er war damit einer der führenden Regierungsbeamten von Bratsberg (Telemark). An ihn erinnert unter anderem das lateinische Gedicht In memoriam Domini Petri Pavli (In Erinnerung an Herrn Peder Povelsson), das 1653 von seinem Sohn Povel verfasst wurde. Zu seinen Nachkommen gehören Henrik Ibsen und Ole Paus.

## Leben

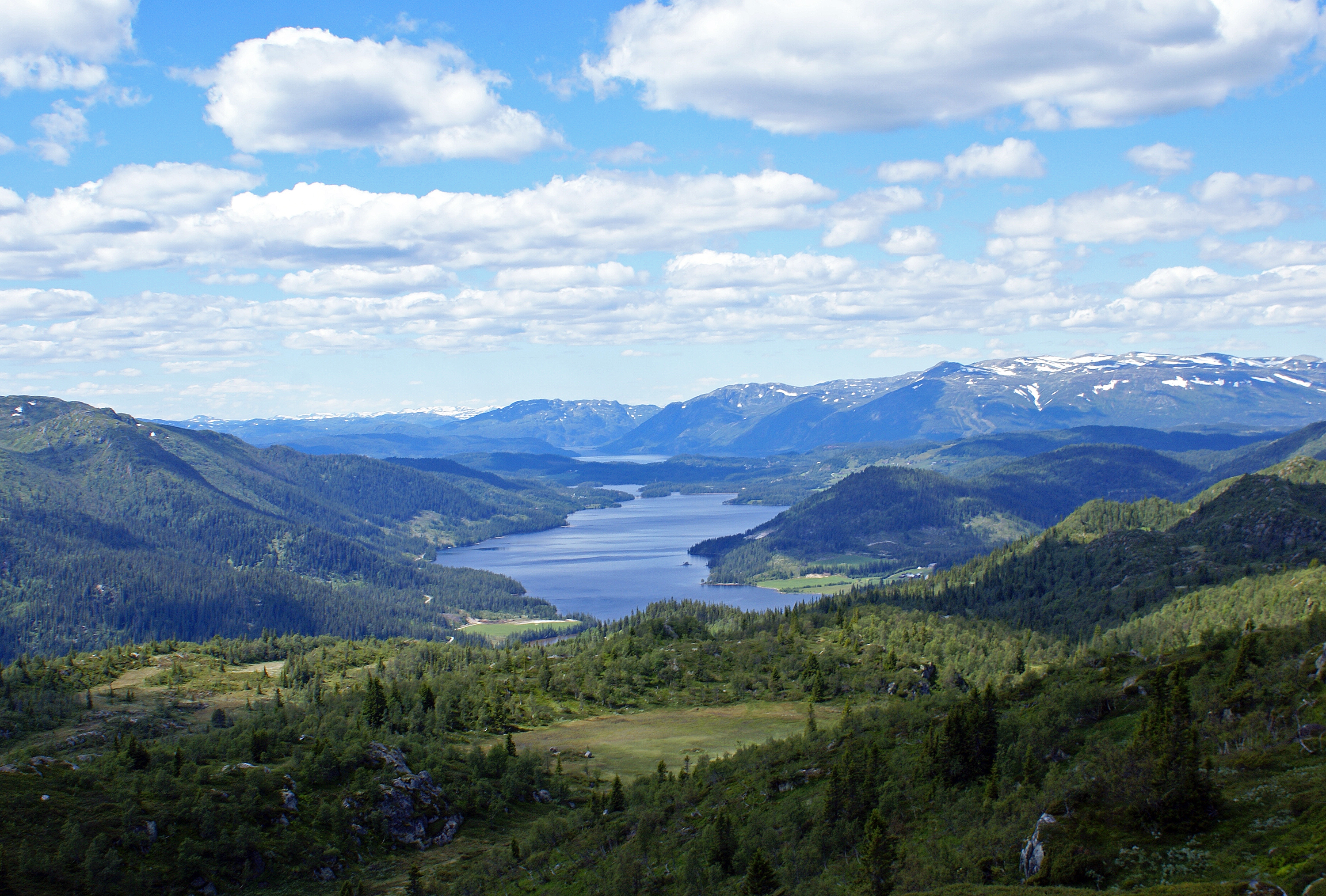
Vinje

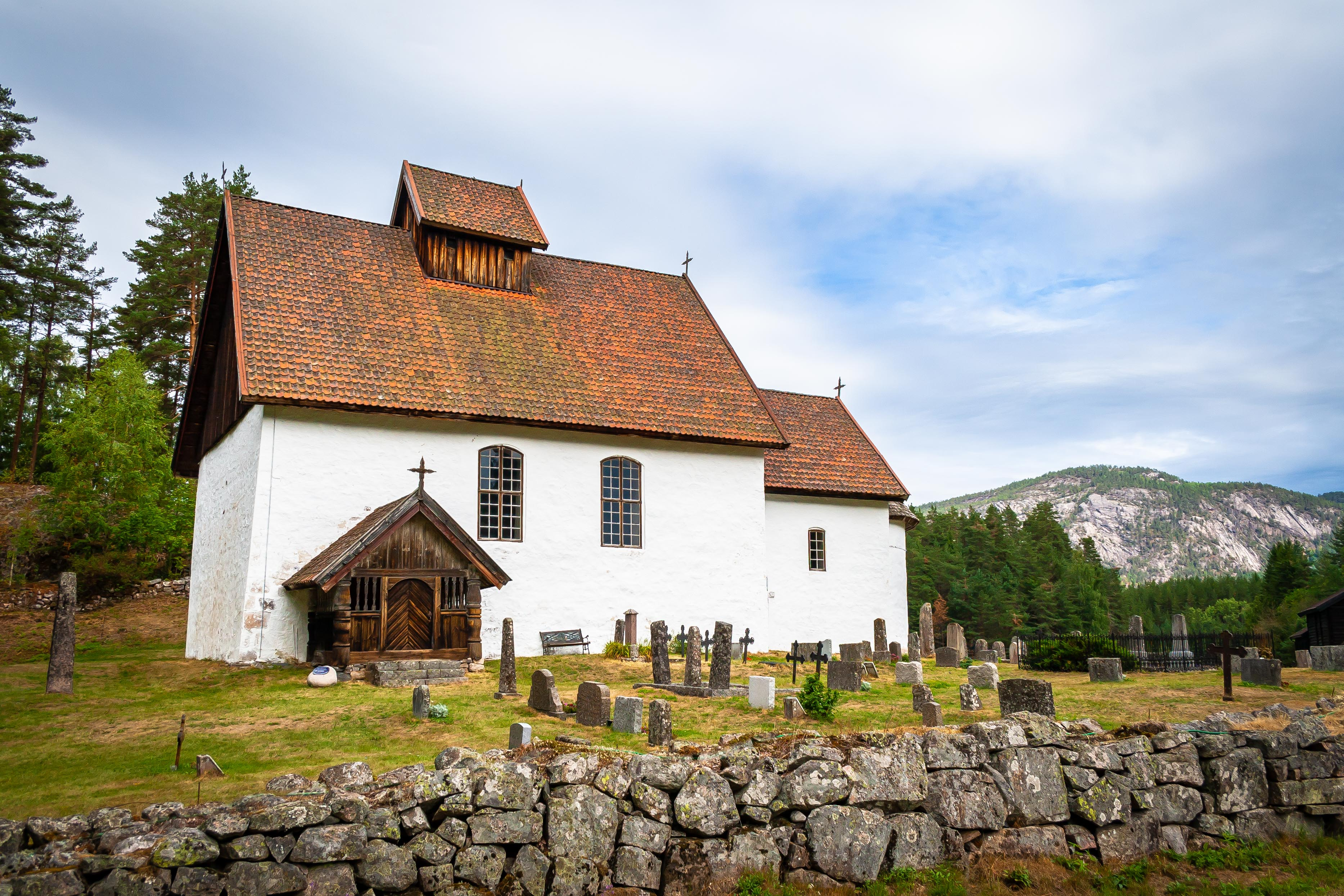
Alte Kirche von Kviteseid (um 1260 gebaut), wo er als Pfarrer amtierte und in der Kirche beigesetzt wurde

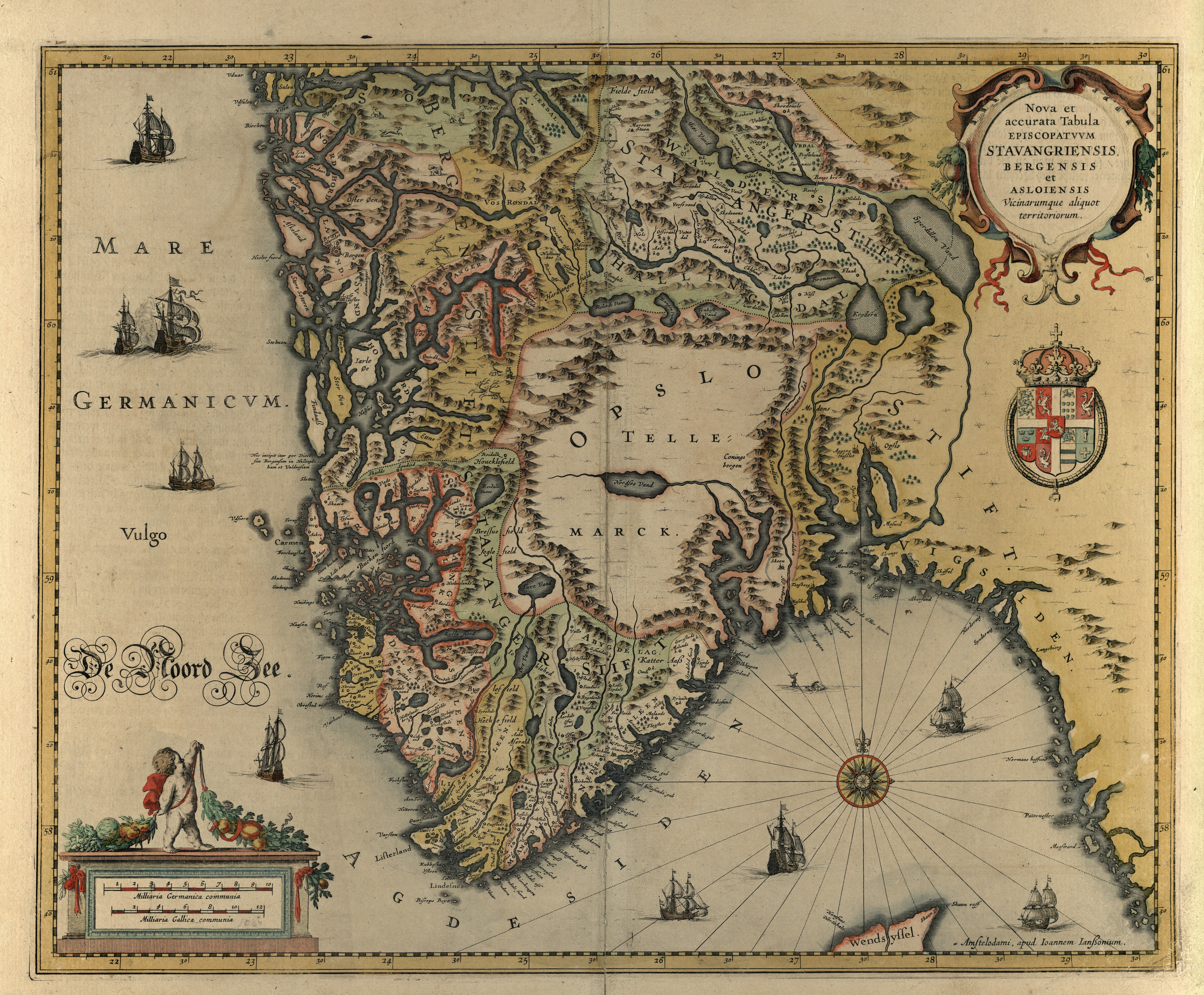
Karte aus seiner Lebenszeit mit „Tellemarck“ (Øvre Telemark) als weißes Feld

Er war Schüler an der Osloer Domschule, wo ihn Bischof Niels Clausen Senning 1609 als 3. Sänger im Domchor auswählte. Am 7. Juni 1611 wurde er Student an der Universität Kopenhagen. Er ist der erste Norweger, der in der ältesten erhaltenen Universitätsmatrikel Dänemark-Norwegens erwähnt wird, die im Jahr 1609 beginnt. Er ist unter dem Namen Petrus Paulli[nus] Asloensis („Peder Povelsson von Oslo“) aufgeführt.
Nach Abschluss seines Studiums begann er seine Laufbahn im Klerus, einem der beiden privilegierten Stände (neben dem Adel) in Dänemark-Norwegen zu jener Zeit. Vor 1617 war er Rektor an der Lateinschule von Skien geworden. 1618 wurde er Kaplan des Pfarrers Svein Gunnarsson in Vinje, und zwischen 1621 und 1622 trat er die Nachfolge von Herrn Svein als Pfarrer an. Vinje war ein geografisch großer (über 3000 km²), jedoch dünn besiedelter und zu dieser Zeit abgelegener Bezirk, der seinem Pfarrer nur ein bescheidenes Einkommen einbrachte. Mitten im Winter 1633 verabschiedete er sich vom Amt und reiste mit seiner Familie in die  Hauptstadt, die kürzlich in Christiania umbenannt worden war, wo er sofort eine Stelle als Zwölfpriester (tolvprest) in der Kathedrale bekam und wo seine Frau Johanne Madsdatter am 12. Juli 1633 die gemeinsame Tochter Helvig zur Welt brachte. Als Zwölfpriester war er für den Gottesdienst verantwortlich, der um 12 Uhr stattfand und für junge Menschen gedacht war. Bereits im selben Jahr wurde er Pfarrer in der reichen Pfarrei Kviteseid (mit Brunkeberg, Nissedal, Treungen und Vrådal), als Nachfolger des kürzlich verstorbenen Jens Michelsen. Er wurde dann sofort vom Kleruskollegium zum Nachfolger von Herrn Jens als Propst von Øvre Telemark und damit zum höchsten Geistlichen der Region gewählt. Zu dieser Zeit war der Pfarrer auch der führende Regierungsbeamte seines Bezirks, und als Propst war er einer der führenden Regierungsbeamten von ganz Bratsberg (Telemark).
Herr Peder wurde am 3. August 1653 unter dem Kirchenboden oben im Chor in der alten Kirche von Kviteseid beigesetzt. Der Sohn Povel Pedersson Paus (1625–1682), Pfarrer in Hjartdal, schrieb das lateinische Trauergedicht „In memoriam Domini Petri Pavli“ (In Erinnerung an Herrn Peder Povelsson) „zur ewigen Erinnerung an einen verstorbenen Vater, geschrieben von seinem trauernden Sohn“. Das Gedicht ist in Hexa- und Pentametern und als Akrostichon geformt, das zusammen den Satz Petrus Pavli fi[liu]s pastor præpositus (Peter/Peder, Sohn von Paul/Povel, Pastor, Propst) bildet. Das Original hing von 1653 bis in die 1830er Jahre in Kviteseids alter Kirche, als Magnus Brostrup Landstad es entdeckte. Es befindet sich jetzt in der Nationalbibliothek.
Er war Vorfahr der Familie Paus. Seine Nachkommen waren Teil der „Beamtenaristokratie“ von Geistlichen und Juristen, die zwei Jahrhunderte lang Øvre Telemark regierte, und geistliche Ämter und Richterämter waren in der Familie praktisch erblich. Zu seinen Nachkommen gehören u. a. Henrik Ibsen und Ole Paus.
Wie damals in Skandinavien üblich wurde er normalerweise bei seinem Vornamen genannt. Als Mitglied des Klerus wurde er als „Herr“ angesprochen, damals die Anrede für Geistliche und Adlige in Dänemark-Norwegen.